# Hillingdon (londýnský obvod)
Městská část Hillingdon, oficiální název – London Borough of Hillingdon, je městským obvodem na západě Londýna a je součástí Vnějšího Londýna.
Městská část vznikla v roce 1965 a zahrnuje bývalé oblasti Middlesexu – Municipal Borough of Uxbridge, Hayes a Harlington Urban District, Ruislip Northwood Urban District a Yiewsley a West Drayton Urban District.
Hillingdon hraničí s Harrowem, Brentem a Ealingem.

## Obvody městské části
- Cowley
- Eastcote
- Eastcote Village
- Hatton
- Harlington
- Hayes
- Hayes End
- Hayes Town
- Harefield
- Harmondsworth
- Hillingdon
- Ickenham
- Longford
- Newyears Green
- North Hillingdon
- Northwood
- Northwood Hills
- Ruislip
- Ruislip Common
- Ruislip Gardens
- Ruislip Manor
- Sipson
- South Harefield
- South Ruislip
- Uxbridge
- West Drayton
- Yeading
- Yiewsley

V tomto obvodu je také letiště Heathrow a  Northolt Aerodrome.